# فهرست سبزی‌ها
فهرستی از نام سبزیجات:
- اسفناج
- اسلیخ - شنگ
- بادمجان
- باقلا
- بامیه
- پرپهن
- پونه
- پیاز رسم‍‍ی
- پیازچه
- ترب سیاه
- ترب
- تربچه
- ترخون
- ترشک درشت
- ترشک‌ها
- ترشک‌های شیرین _ پاسیانها
- تره تیزک
- تره فرنگی
- تره
- توت فرنگی
- جعفری فرنگی - سر فویل
- جعفری
- چغندر
- حَرف
- خَرفه
- خیار
- دَنبلان
- ریحان
- ریوند
- ریواس
- زردک وحشی
- سیب زمینی ترش
- سیب زمینی شیرین
- سیب زمینی هندی
- سیب زمینی
- سیر مزروع
- سیسنبر - سوسنبر
- شاه‌تره
- شاهی
- شقاقل
- شلغم
- شنبلیله
- شوید
- علف چشمه
- فرنجمشک - بادرنجبویه
- فلفل سبز
- قارچ خوراکی
- کاکوتی
- کالیش
- کاهو
- کاهوی وحشی
- کدو
- کرفس پرورشی
- کلم بروکلی
- کلم قمری( داش کلم)
- کلم
- کنگر فرنگی
- کنگر
- گشنیز
- گل کلم
- گوجه فرنگی
- لوبیا
- مارچوبه
- مرزنگوش وحشی
- مرزنگوش
- مرزه
- نخود فرنگی
- نعناع
- هندبابری
- هویج
- والک